# کالپپر (ویرجینیا)
کالپپر (به انگلیسی: Culpeper) یک شهرک در ایالات متحده آمریکا است که در شهرستان کالپپر، ویرجینیا واقع شده‌است. کالپپر ۱۷٫۵ کیلومتر مربع مساحت و ۱۶٬۳۷۹ نفر جمعیت دارد و ۱۲۶ متر بالاتر از سطح دریا واقع شده‌است.